# Fonds-Saint-Denis
Fonds-Saint-Denis è un comune francese di 866 abitanti situato nel dipartimento d'oltre mare della Martinica.

## Luoghi di interesse
- Cascate di Saut Gendarme